# اتفاقية ترسيم الحدود بين إيطاليا وتونس

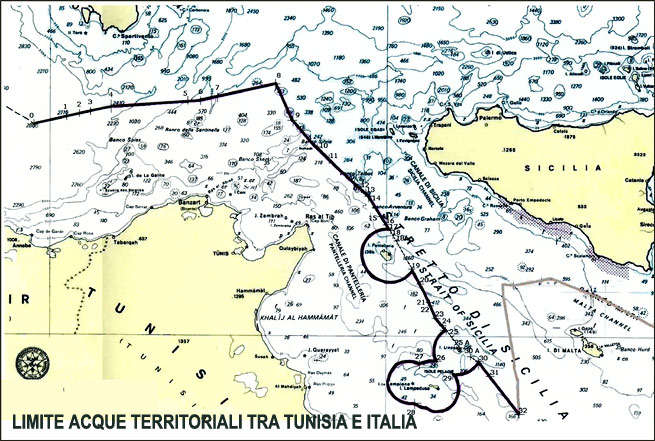
الحدود البحرية بين إيطاليا وتونس

اتفاقية ترسيم الحدود بين إيطاليا وتونس هي معاهدة 1971 بين إيطاليا وتونس اتفق فيها البلدان على ترسيم حدود بحرية بينهما في المنحدر القاري. نص المعاهدة يحدد حدودًا معقدة في مضيق صقلية تمثل خطًا متساويًا بين صقلية وتونس، باستثناء بانتيليريا وجزر بيلاجي (لامبيدوزا، لينوسا ومبيوني) تعامل على أنها استثناء إيطالي في الجانب التونسي محددين بأقواس المياه الإقليمية.
تنتهي الحدود أقل قليلا من خط مسافة واحدة بين مالطا والجزر البلاجية الإيطالية ونقطة غربية من خط الحدود مما يشكل نقطة حدودية ثلاثية بحرية مع الجزائر. في 23 يناير 1975، أضافت الدول بالاتفاق دقائق تكميلية للمعاهدة، بما في ذلك خريطة للحدود و 32 نقطة تنسيق فردية تحددها. دخلت حيز التنفيذ في 6 ديسمبر 1978 بعد أن تم التصديق عليها من قبل البلدين.
تم التوقيع على المعاهدة في تونس في 20 أغسطس 1971 واسمها الكامل هو الاتفاق بين حكومة الجمهورية التونسية وحكومة الجمهورية الإيطالية والمتعلق بتحديد الجرف القاري بين البلدين .

## روابط خارجية
- النص الكامل للاتفاق